# Scuola media di Losone
L'edificio della scuola media di Losone ha nell'architettura uno degli aspetti peculiari. Sorge a Losone e fu progettato dall'architetto Livio Vacchini in collaborazione con Aurelio Galfetti e realizzato in nove mesi, entrando in funzione il 16 settembre 1974.

## L'architettura
Il complesso situato nell'angolo sud-est del sedime, alla congiunzione di due filari di pioppi che definiscono due dei latti del terreno (non più, sono stati sostituiti). La scuola è costituita da quattro corpi in L, che delimitano un cortile quadrato di 40 m di lato su cui gli edifici si affacciano con un portico dal quale si accede agli ingressi. La struttura statica metallica, imbullonata, caratterizza tutte le facciate dell'edificio e le modula con precisione. L'edificio è realizzato con una struttura metallica portante formata da tubolari e profilati imbullonati e montati con giunti in neoprene.
La superficie dei profilati è stata trattata con smalto di colore rosso, le pareti sono formate da pannelli metallici termolaccati in colore bianco, mentre i serramenti esterni sono composti da profilati in acciaio verniciati con smalto a due componenti colore giallo-ocra. La cubatura dei quattro blocchi è di circa 38'000 m³ con oltre 40 spazi didattici di vario tipo: aule, spazi didattici per l'educazione visiva, laboratori di arti plastiche e di scienze, biblioteca, aula di educazione alimentare, di musica, due aule di informatica, aula magna e tre palestre nell'area sud-ovest del complesso.

## Caratteristiche
- L'architettura: il sistema di blocchi che avvolge gli allievi.
- A causa dei materiali da costruzione utilizzati l'edificio ha una classe energetica scadente (G). Nei mesi invernali i consumi energetici sono sproporzionatamente elevati, mentre in maggio, giugno e in settembre in diverse aule la temperatura elevata rende quasi impossibili le lezioni.
- Le aule sono abbastanza luminose e ampie, e c'e spazio a sufficienza per tutti (da non sottovalutare).
- L'ampio cortile, gli spazi verdi e le offerte ludiche sono apprezzate da tutti allievi che così hanno una reale opportunità di scaricarsi mentalmente e fisicamente.
- Un'architettura che "racchiude" allievi e docenti nel cortile interno (più semplice la sorveglianza).

## Servizi
- Sostegno pedagogico
- Corso pratico
- Corso alloglotti
- Orientamento scolastico
- Servizio dentario scolastico
- Medico scolastico
- Biblioteca
- Ristorante scolastico
- Trasporti
- Servizi parascolastici

## Galleria d'immagini

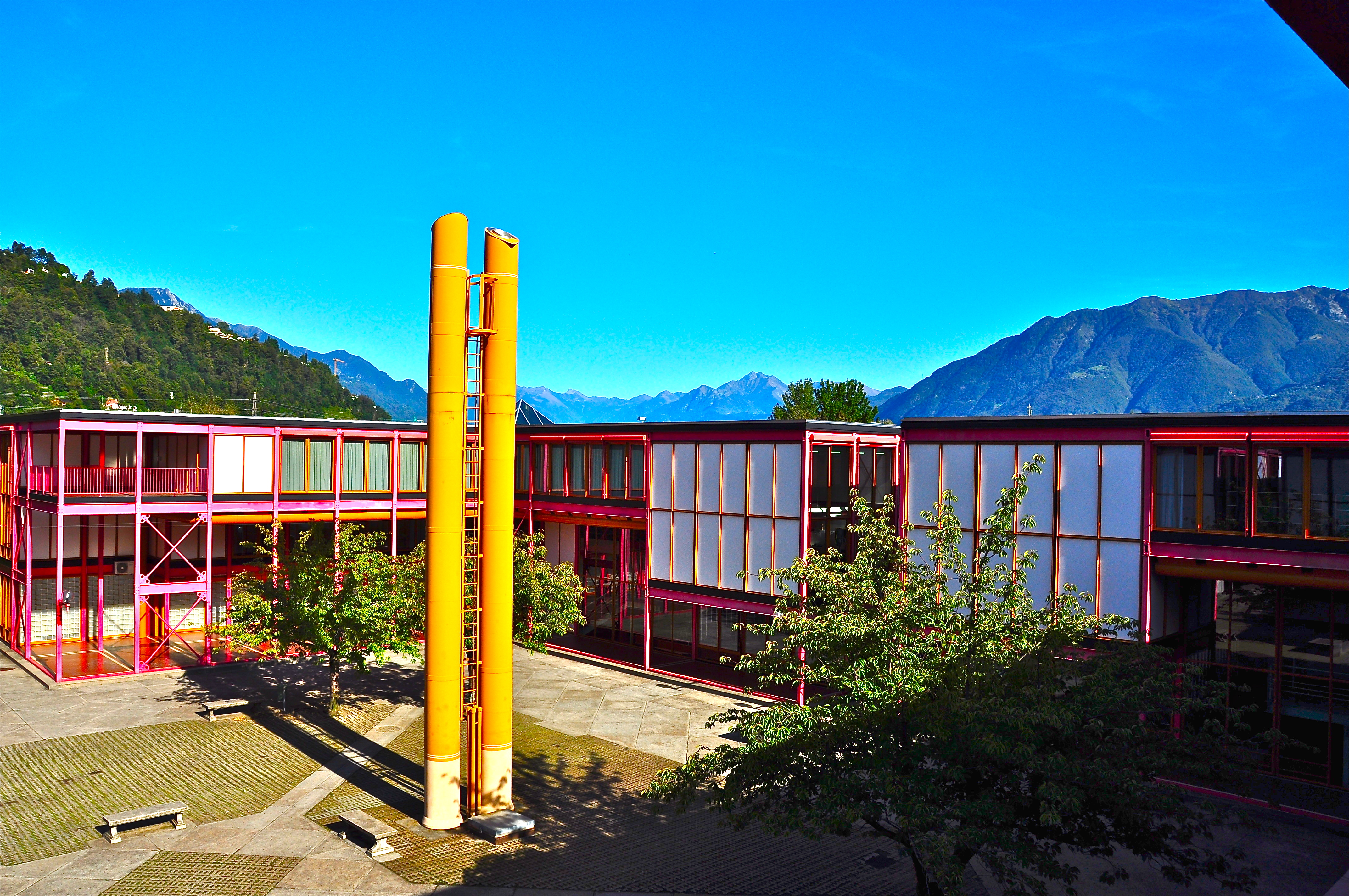
Cortile
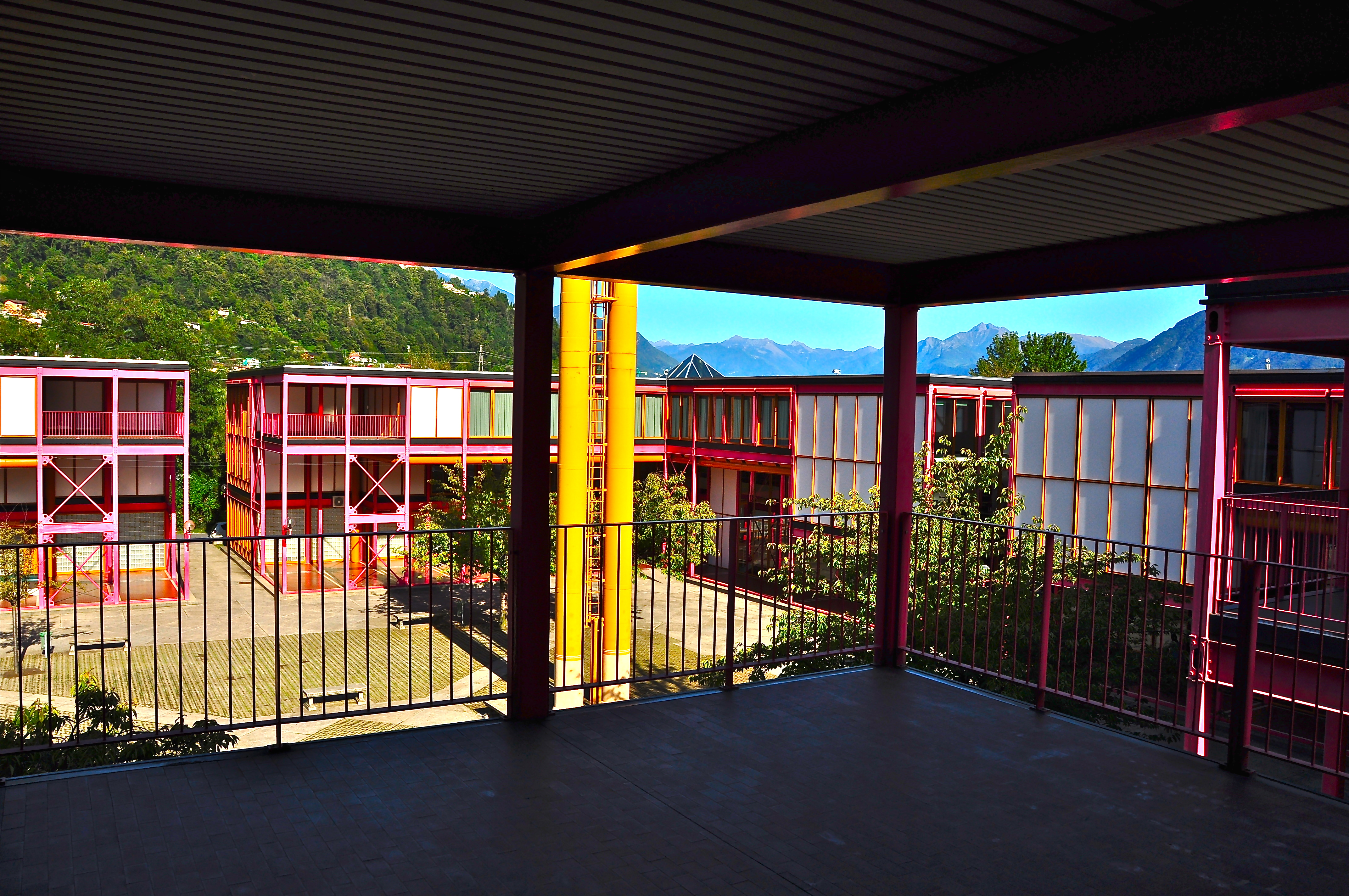
Il cortile visto dalla terrazza (2º piano blocco C)
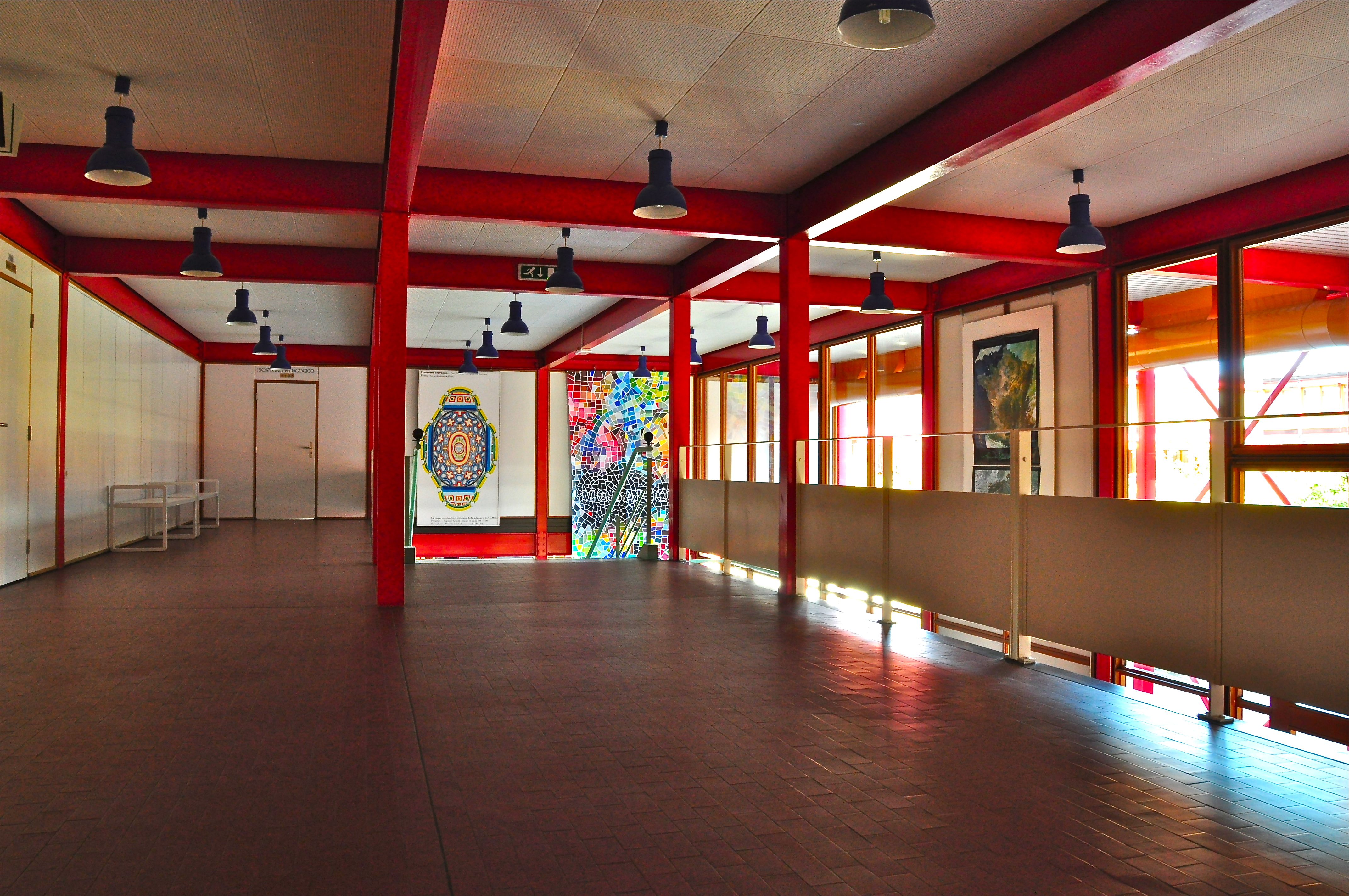
Corridoio (1º piano blocco C)
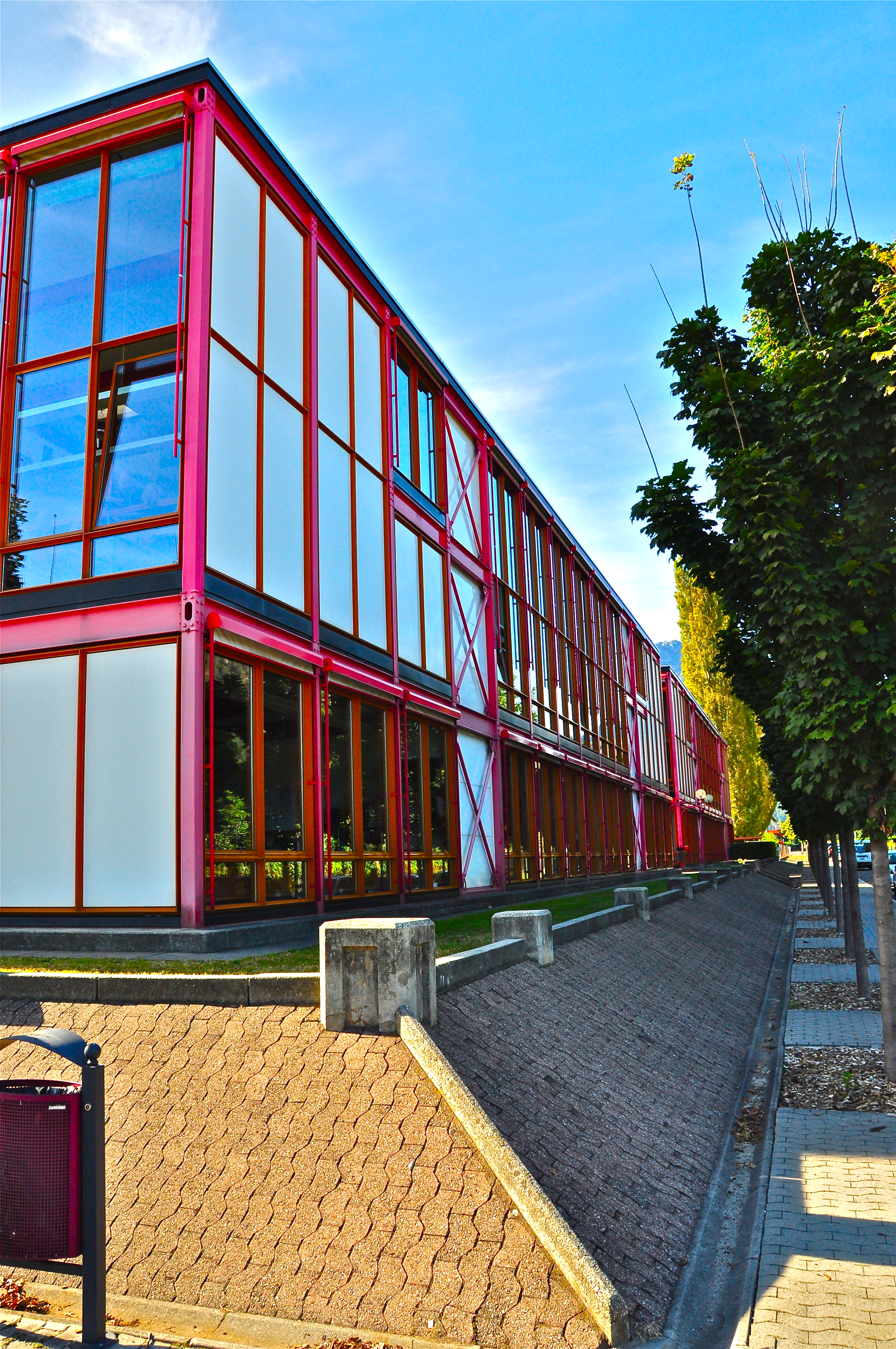
Facciata esterna